# Nykøbing Sjælland Arrest
 Ikke at forveksle med Nykøbing Fængsel.
Nykøbing Sjælland Arrest var et dansk arresthus i Nykøbing Sjælland Ting- og Rådhus fra 1862, der fungerede som arrest fra 1911 og frem til 1989.
Bygningen betegnes Tinghuset og husede også Retten i Nykøbing Sjælland frem til retsreformen den 1. januar 2007, hvor kredsen blev lagt under Retten i Holbæk. Selve bygningen blev fredet i 1991 og fungerer i dag som turistkontor og anvendes til opbevaring.
Der var indrettet otte celler samt en strafcelle. Tidligere har byen også huset sikringsanstalten, hvor sindssyge kriminelle bl.a. sad varetægtsfængslet i surrogat, indtil sikringen flyttede til Slagelse i 2015. På Bakkegården i Annebergparken er en sikret institution, hvor personer under 18 år fortsat sidder varetægtsfængslet i surrogat. Den 31. maj 2018 åbnede det topsikrede Nykøbing Fængsel i den gamle sikring, med plads til 60 arrestanter.
Mellem 1945 og 1948 blev Særdomstolen i Nykøbing Sjælland oprettet i bygningen. Formålet var at strafforfølge alle fra lokalområdet, der havde samarbejdet med tyskerne, jf. efterkrigstidens forskellige særlove med tilbagevirkende kraft. Det medførte at nazister, herunder flere SS-frivillige, fyldte arresthuset i efterkrigsårene.